# Walther Flender
Walther Flender (Düsseldorf, 11 gennaio 1880 – Punta Gnifetti, 26 febbraio 1902) è stato un alpinista e scrittore tedesco,  scalatore talentuoso rappresentante dei senza guida alpina, morì a soli 22 anni precipitando in un crepaccio sulla Punta Gnifetti del Monte Rosa.

## Biografia
Flender era figlio di un industriale di Düsseldorf e iniziò la sua attività alpinistica sulle Alpi Centro-orientali con le migliori guide della fine del XIX secolo. Successivamente si legò alla corda dei massimi esponenti del movimento dei "senza guida" dell’epoca, quali Karl Blodig, Ludwig Purtscheller, Edward Theodore Compton, Oskar Eckenstein, Heinrich Hess, Humphrey Owen Jones, Robert Lendlmayer von Lendenfeld e Geoffrey Winthrop Young.  Praticò escursioni in montagna in Engadina, nelle Alpi Bernesi e Vallesi, sul Monte Bianco, nel Delfinato e in Corsica.  A  17  anni  salì  il  Titlis  e  lo  Spànnort,  nel  1898  lo  Jungfrau e  il  Finsteaarhom;  nel  1899  compì  alcune  nuove  ascensioni  nell'Engadina, poi  salì  il  Nadelhorn  di  Mischabel  per  la  parete  est,  compì  la  difficile  traversata  dell' Aiguille dell' Argentière  nella  catena  del  Monte  Bianco,  visitò  i  gruppi del  Gran Paradiso  e  della  Vanoise  salendo  in  questo  la  Grande Motte  e  la Grande Gasse  senza  guide,  poi  arrampicò  ancora  il  Monviso  senza  guide,  la  Barre des Ecrins  con  guide,  traversò  la  Bréche de la Meìje  e a  Zermatt, chiuse  la  sua  campagna  alpinistica con  la  traversata  del  Cervino  e  la  difficilissima  nuova discesa  della  nordend  per  la  cresta  nord  scendente  del  Jàgerjoch. 
Nel 1899 compì la prima salita della cresta nord del Monte Rosa: Walther Flender partì il 5 settembre con le guide Heinrich Burgener e Ferdinand Furrer, per l'estremità nord, la cui cima la compagnia raggiunse alle 10:15. Alle 12:15 iniziarono la discesa attraverso la cresta nord, detta Cresta Caterina, e incontrarono una tormenta di neve, così che non raggiunsero l'ultimo dislivello di 80 metri prima delle 17:50 e impiegarono fino alle 20:30 per scendere allo Jägerjoch. Quindi sfruttarono ben nove ore per la discesa di 650–700 m. Le condizioni meteorologiche li costrinsero a bivaccare a 3.900 m.
Nel  1900  il  servizio  militare  gli  concesse  appena  una breve  visita  al  gruppo  del  Dimmastock. Straordinaria  per  numero  e  importanza di  ascensioni  fu  la  campagna  del  1901,  cominciando  dalla  Corsica,  ove salì  una  ventina  di  punte,  poi  passando  in  Tarantasia,  salì  senza  guide una  quindicina  di  vette,  con  qualche  novità,  e  dirigendosi  poi  al  gruppo  della Levanna,  nelle Alpi Graie, ove accompagnato dalla guida J.M. Blanc, detto le Greffier, da suo figlio maggiore Jean-Marie e dallo svizzero Alfred Müller, concluse parecchie  salite  per  nuova via  e  la  traversata  delle  tre  Levanne  e  della  Levannetta  in  un  solo  giorno. Ritornato nelle  Alpi Pennine vi  salì  gran  parte  delle  principali  vette  dei gruppi  del  Mischabel  e  del  Weissmies.  poi  del  bacino  di  Zermatt,  sempre  con qualche  novità  di  percorso,  e  terminò  con  alcune  salite  nelle  Alpi Bernesi. 
Morì il 26 febbraio a Grenzgletseher  nel Vallese con Pani König di Berna durante un'escursione sciistica con guide e amici dal Rifugio Betemps alla Punta Gnifetti, a 3.340 metri di altitudine. I due alpinisti precipitarono in un crepaccio di neve fresca largo 3 metri e profondo 28 metri e morirono nella caduta. Scrisse resoconti delle sue scalate nel Österreichische Alpenzeitung, la rivista del Club alpino austriaco e contribuì particolarmente nell'opera illustrativa delle Alpi svizzere. Stipulò   altresì parecchie  relazioni  per  varie  periodici  alpini, come L'Alpina, il  Jahrb S.A.C., l'Alpen-Zeitung,  la  Revue  Lyonnaise.  Era studioso  delle  montagne  che  visitava  ed  aveva  in  animo  di  scrivere delle  monografie  sulla  Levanna  e  sul  Nadelgrat  (presso  Zermatt);  pensava pure  di  intraprendere una spedizione sui  monti  dell'Himalaya e  pochi  minuti  prima  di  precipitare nel  crepaccio  in  cui  doveva  perire,  parlava  coll'amico  Kònig  di  una prossima  salita  al  Dammastock  con gli  sci.